# Viktor Kozánek
Viktor Kozánek (* 29. listopadu 1946 Přerov) je český hobojista, dirigent a komunální politik.

## Mládí
Viktor Kozánek se narodil 29. listopadu 1946 v Přerově. Již během školní docházky dosáhl několika významných výsledků v soutěžích tvořivosti mládeže a hudebních škol ve hře na klavír. V roce 1960 vykonal úspěšně přijímací zkoušku ke studiu hry na hoboj na Konzervatoř v Brně. Studium na konzervatoři zakončil veřejným absolventským koncertem v roce 1966.
Od roku 1965 byl zaměstnán jako hobojista a hráč na anglický roh v symfonickém orchestru v Mariánských Lázních. Základní vojenskou službu vykonal v letech 1966 – 1968 u Posádkové hudby v Kroměříži jako hobojista a hráč na činely. Po skončení vojenské služby se ještě vrátil do Mariánských Lázní. V šedesátých a sedmdesátých letech dvacátého století nahrával jako zpěvák písničky v ostravském rozhlase. V té době vedl v Přerově úspěšnou kapelu Noblemen (později Triumf), ve které zpíval a hrál na klávesové nástroje.
Dne 1. ledna 1970 nastoupil na místo hobojisty ve  Státním symfonickém orchestru Gottwaldov – nyní Filharmonie Bohuslava Martinů ve Zlíně, kde působil jako vedoucí skupiny hobojů a vedoucí Dechového kvinteta FBM 35 let. Devět roků byl vedoucím a dirigentem Dechového orchestru mladých při Domu kultury Zlín a působil také jako učitel na Základní umělecké škole v Přerově.
V letech 1972–1976 vystudoval hru na hoboj na Janáčkově akademii múzických umění (JAMU) v Brně u Vítězslava Winklera, toto dálkové studium ukončil veřejným absolventským koncertem. V letech 1991–1996 znovu studoval na Hudební fakultě JAMU, tentokrát řízení orchestru, u Jana Zbavitele a Otakara Trhlíka. Studium zakončil koncertem s Moravskou filharmonií Olomouc v Brně a získal druhý titul magistr umění. Byl po tři desetiletí profesorem hry na hoboj a dirigentem Studentského symfonického orchestru na Konzervatoři Pavla Josefa Vejvanovského v Kroměříži.
Dirigoval Moravskou filharmonii Olomouc, Orchestr Moravského divadla Olomouc, Filharmonii Bohuslava Martinů Zlín, spolupracoval pravidelně se sólistkami Dagmar Peckovou a Evou Urbanovou při operních recitálech, několikrát také řídil studentský orchestr v Praze (např. při koncertě vítězů soutěže Concerto Bohemia 2001 ve Španělském sále Pražského hradu). Mnoho let dirigoval koncerty v lázních Luhačovice i řadu koncertů školního orchestru. V zahraničí vystoupil jako hráč na hoboj téměř ve všech státech Evropy a v USA, jako dirigent v Polsku, Německu, Rakousku a ve Švýcarsku. Jeho dirigentský repertoár je velmi různorodý a je schopen v tomto ohledu splnit jakékoli přání či požadavek. Již 30 let diriguje chrámový sbor a orchestr v obci Želechovice nad Dřevnicí a složil pro něj Moravskou mši. Hovoří německy, částečně anglicky a rusky.

## Rodinný život
Viktor Kozánek je ženatý, manželka Libuše je v domácnosti. Má tři syny, Marcel (1971) je houslistou České filharmonie, Viktor (1973) hraje na violoncello ve Filharmonii Bohuslava Martinů Zlín a Robert (1978) je trombonistou České filharmonie.

## Ocenění
Viktor Kozánek byl několikrát vyznamenán v oboru kultury za svého působení ve filharmonii ve Zlíně, v roce 2002 mu byla udělena Cena města Přerova se zlatou medailí J. A. Komenského a v roce 2006 získal po bronzové medaili i zlatý Kroměřížský tolar za celoživotní přínos v oblasti kultury pro město Kroměříž. Dne 28. března 2011 převzal v Praze nejvyšší vyznamenání Ministerstva školství, mládeže a tělovýchovy pro pedagoga, diplom a medaili Jana Amose Komenského, 31. března 2011 získal obdobné vyznamenání na krajské úrovni v Uherském Brodě. V roce 2017 obdržel v Praze Senior Prix za celoživotní uměleckou činnost.

## Politická činnost
Osm let byl místostarostou obce Bezměrov, nyní[kdy?] je ve své domovské obci předsedou kulturní komise.